# Симоненко, Александр Фёдорович
Алекса́ндр Фёдорович Симоне́нко (1912 — 13 апреля 1944) — автоматчик 91-го отдельного мотоциклетного батальона 19-го танкового корпуса 4-го Украинского фронта, красноармеец, Герой Советского Союза (1944).

## Биография

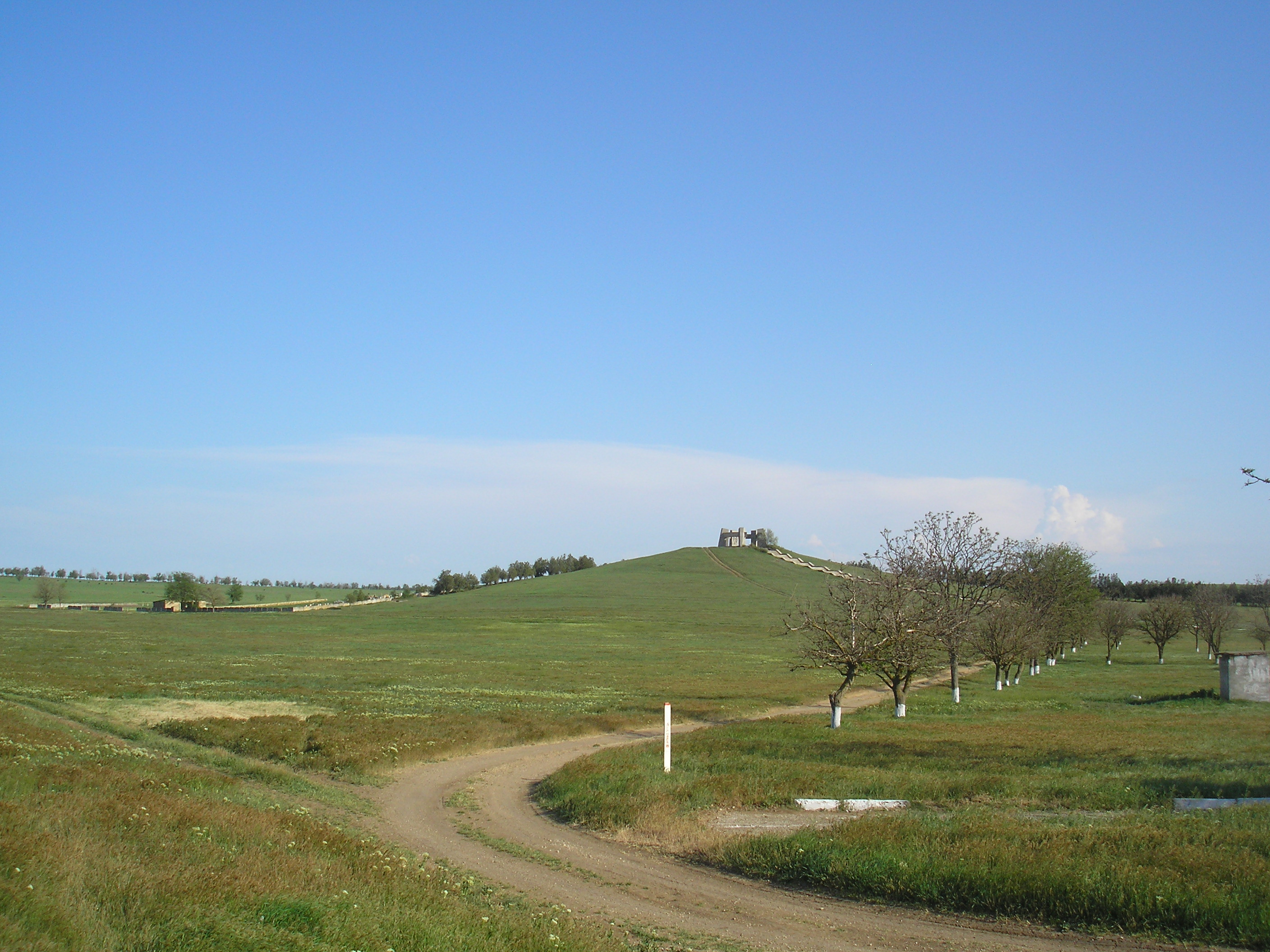
Братская могила восьми Героев Советского Союза. скульпторы В. В. Петренко, Н. И. Петренко, архитектор А. М. Крамаренко, Геройское

Александр Симоненко родился в 1912 году в селе Карпёнка (ныне — Краснокутского района Саратовской области) в семье крестьян. После окончания начальной школы работал в колхозе «Ленинский путь», затем прошёл обучение на тракториста и работал по этой специальности на машино-тракторной станции Туркмен-Калинского района Марыйской области Туркменской ССР.
В 1942 году был призван в ряды Красной Армии.
В апреле 1944 года советские войска преследовали отступающего врага на подступах к Севастополю.
12 апреля 1944 года разведгруппа в составе 9 человек под командой гвардии сержанта Н. И. Поддубного на танке находилась в разведке, в свободном поиске. В составе этой группы был Александр Фёдорович Симоненко.
В селе Ашага-Джамин разведчиков ожидала засада, завязался бой с силами немцев. Положение десантников усложнялось: из имевшегося у фашистов орудия был обстрелян танк и снаряд вывел из строя пушку и заклинил башню танка. Фашисты атаковали всё упорнее, на исходе был боекомплект танка, в дело пошли ручные гранаты.
После ранения Поддубного группу возглавил рядовой И. Т. Тимошенко. Экономя патроны и гранаты разведчики входившие в танковый десант вели бой, но кольцо окружения сжималось. Противник пошёл в атаку, но наши бойцы не дрогнули — пошли врукопашную. Уже не имея боеприпасов бойцы уничтожили ещё 13 гитлеровских солдат и одного офицера. Силы были неравны и все они были схвачены. Разведчиков доставили в село и подвергли их жесточайшим пыткам. Ни один из них не выдал военную тайну. На рассвете всех разведчиков отволокли к оврагу, согнали местное население. Несмотря на тяжёлые раны разведчики смогли встать на ноги и принять смерть как герои. Из девяти разведчиков в живых остался только один — В. А. Ершов.
Указом Президиума Верховного Совета СССР от 16 мая 1944 года Александру Симоненко и всем разведчикам было присвоено звание Героев Советского Союза.

## Память
- В ознаменование подвига Героев разведчиков село Ашага-Джамин переименовано в Геройское.
- В ознаменование подвига на братской могиле героев воздвигнут гранитный обелиск с надписью: «Вечная слава Героям Советского Союза». Ниже высечены имена: «Гвардии сержанты Н. И. Поддубный, М. М. Абдулманапов; гвардии рядовые: П. В. Велигин, И. Т. Тимошенко, М. А. Задорожный, Г. Н. Захарченко, П. А. Иванов, А. Ф. Симоненко».
- В городе Саки в честь подвига названа улица «Восьми Героев».
- В ознаменование подвига в Симферополе воздвигнут памятник.